# Uleila del Campo
Uleila del Campo è un comune spagnolo  situato nella comunità autonoma dell'Andalusia.